# Lockheed C-5 Galaxy
De Lockheed C-5 Galaxy is een militair transportvliegtuig van Lockheed. Het is het grootste Amerikaanse transportvliegtuig en een van de grootste ter wereld. 

## Geschiedenis
De Galaxy maakte zijn eerste proefvlucht op 30 juni 1968. Het eerste toestel werd op 17 december 1969 afgeleverd. Het toestel is alleen in dienst bij de US Air Force. Tussen 1968 en 1973 werden 81 toestellen gefabriceerd van het type C-5A. Van 1985 tot 1989 werden nog 50 bijkomende toestellen geassembleerd, maar dan van het verbeterde type C-5B.
In 1998 is het Air Mobility Command een moderniseringsprogramma gestart voor de C-5. Diverse systemen om, onder andere, de communicatie en navigatie te verbeteren zijn aangepast. Als onderdeel van het Reliability Enhancement and Re-engineering Program (RERP) zijn de motoren vervangen, van de General Electric TF-39-motoren naar General Electric CF6-80C2-L1F (F-138)-motoren. Deze motor levert 22% meer stuwkracht waardoor het toestel sneller van de baan loskomt en ook een grotere klimsnelheid heeft gekregen. Het kan ook meer vracht over langere afstanden vervoeren. Met zijn nieuwe motoren en andere systeemverbeteringen werd na RERP-modificatie de type-aanduiding C-5A, B, en 5M Super Galaxies. Met dit moderniseringsprogramma is de inzetbaarheid van het toestel toegenomen is het het toestel te gebruiken tot ver in de 21ste eeuw. 52 toestellen nog in dienst kregen de upgrade naar Super Galaxy.

## Kenmerken
Dit vliegtuig wordt gebruikt door het Amerikaanse leger om grote en zware voorwerpen mee te verplaatsen. Het laadruim is toegankelijk door de neus omhoog te klappen en via een laadklep in de staart. Het grondpersoneel kan gelijktijdig lading laden en lossen vanaf beide uiteinden, waardoor de overslagtijd wordt verkort. Over de volle breedte van de romp liggen oprijplaten zodat twee rijen met voertuigen kunnen worden getransporteerd. Het kan opstijgen en landen op relatief korte banen.
Het landen met dit vliegtuig schijnt een van de moeilijkste taken te zijn. De banden van dit vliegtuig gaan ongeveer acht landingen mee. Als een Galaxy midden in oorlogsgebied landt komt hij met volle snelheid op de grond, dit vanwege de kans om beschoten te worden. Mocht dat het geval zijn, dan kan het vliegtuig meteen weer de lucht in zonder eerst weer snelheid te hoeven maken.
Op een reis vanaf Amerika naar Irak moet het vliegtuig twee keer bijgetankt worden.

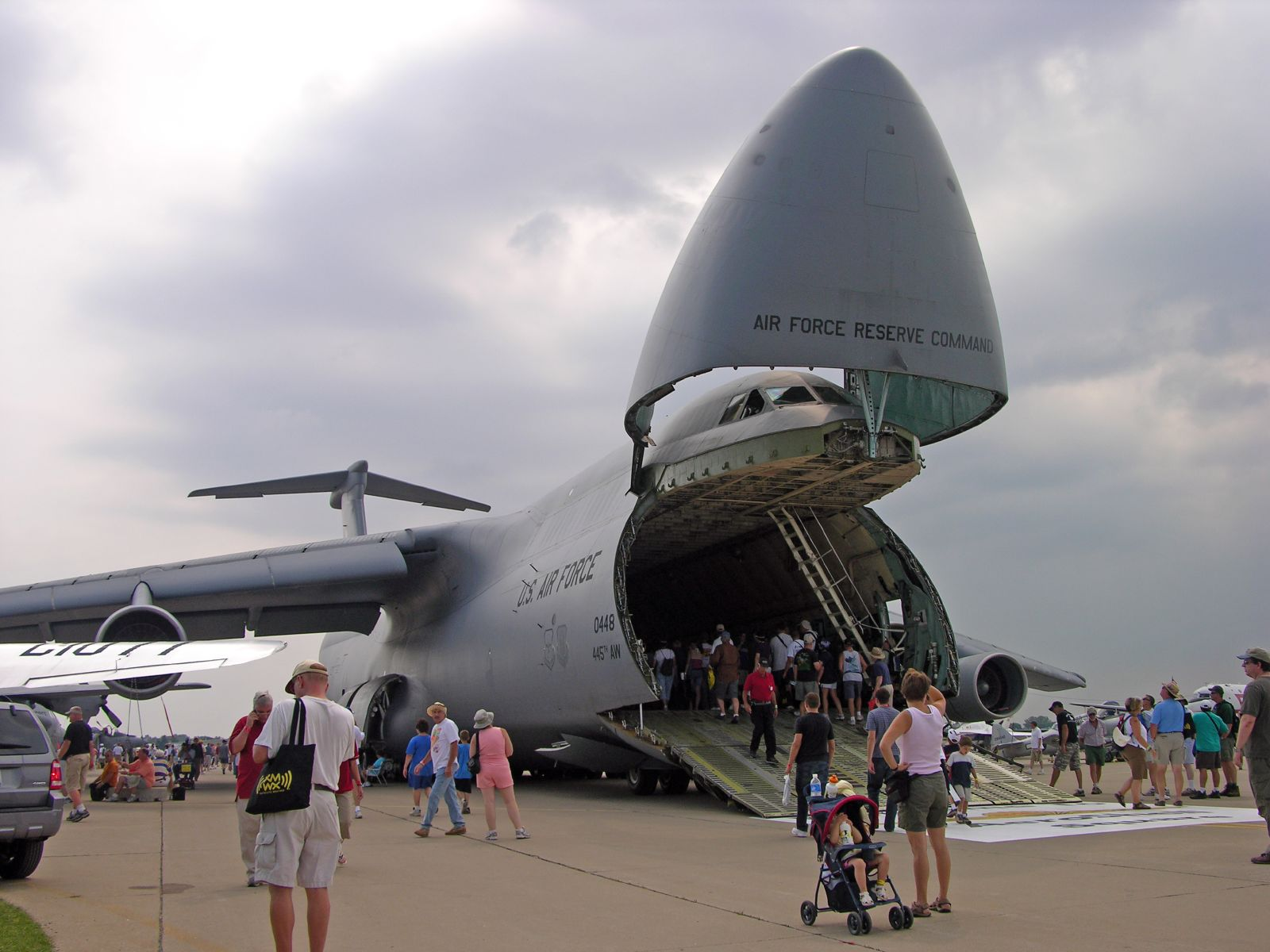
Geopende neus
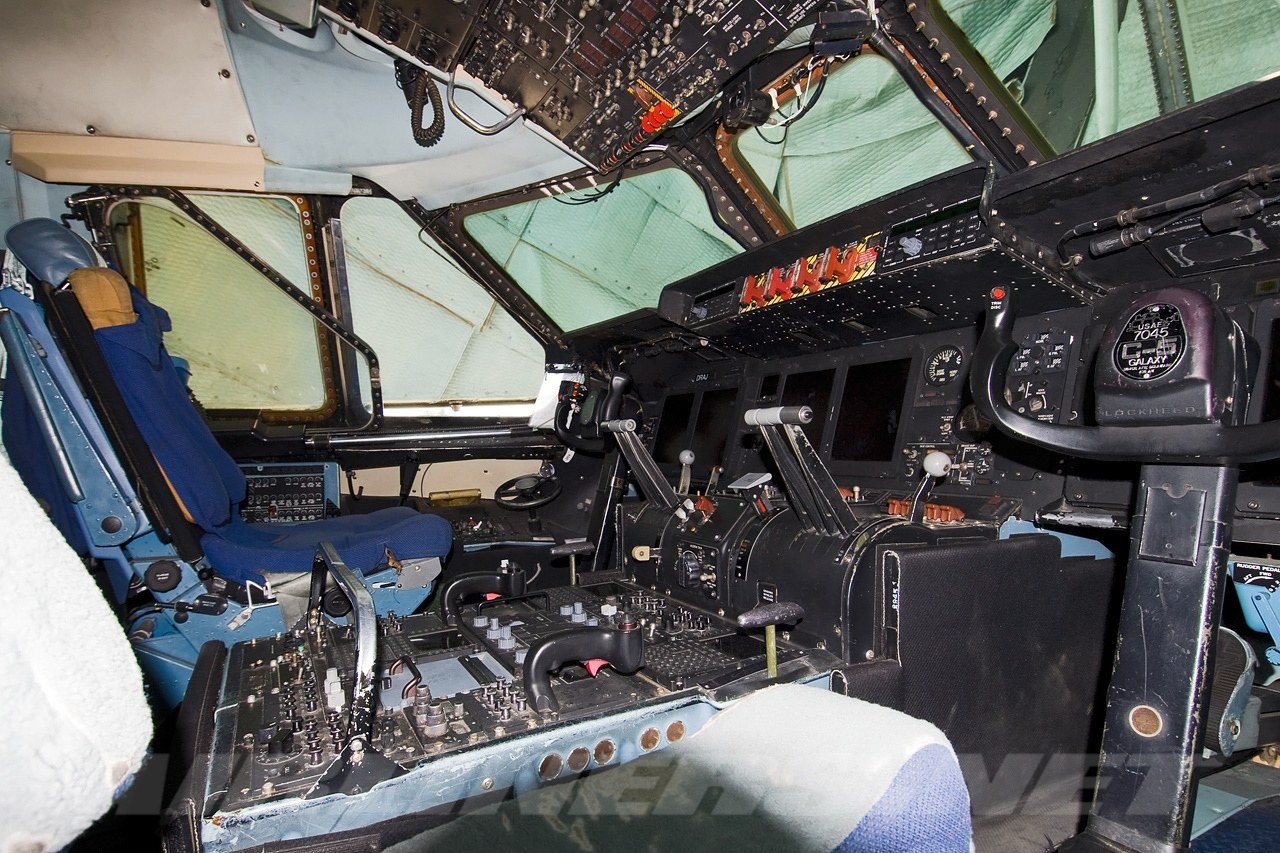
Cockpit
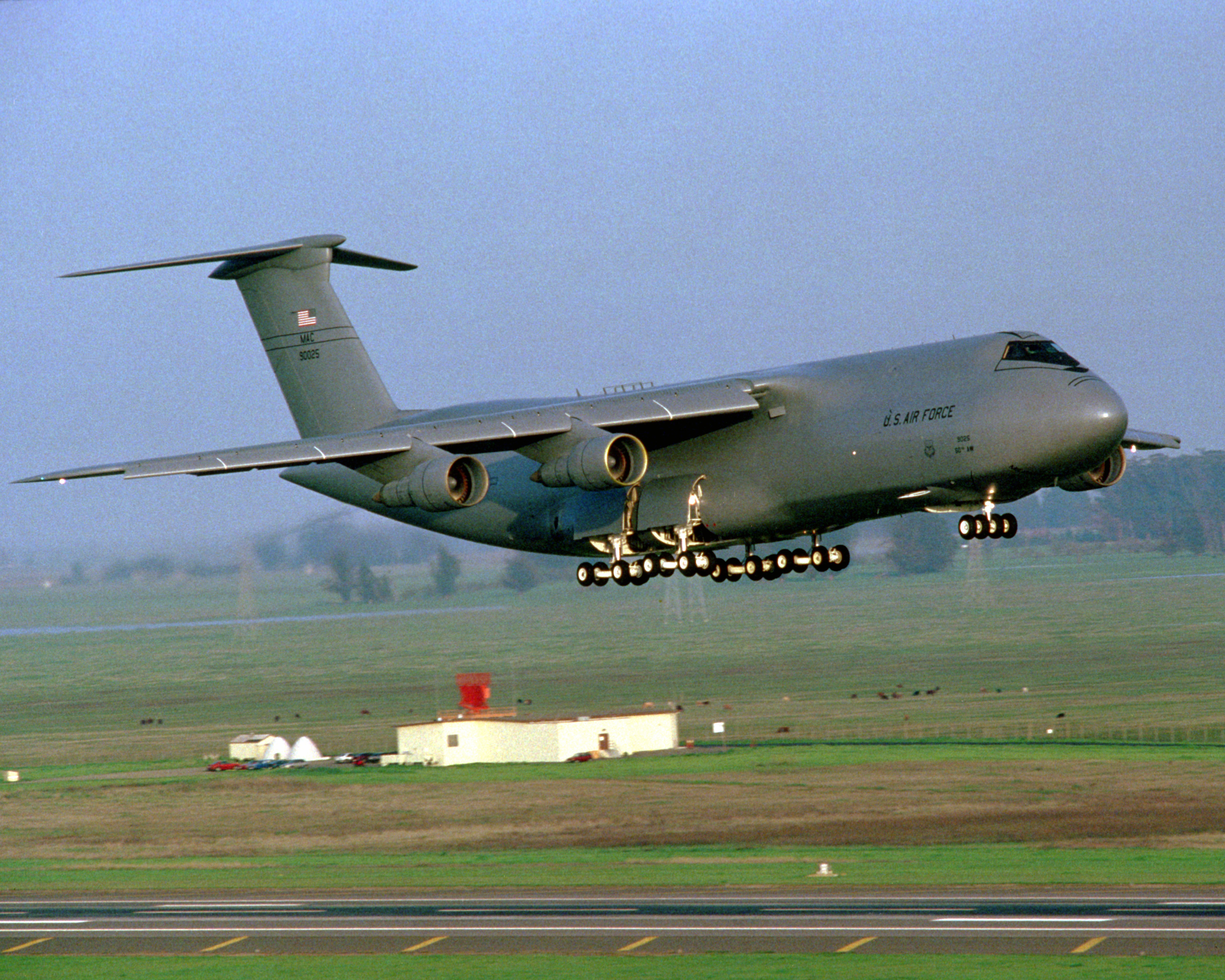
Neergelaten landingsgestel

## Ongevallen
- Op 4 april 1975 stortte een C-5 neer bij Saigon in Vietnam tijdens een militaire reddingsactie van oorlogswezen, zie Vliegramp bij Tân Sơn Nhứt.